# 米默尔
米默尔（法語：Mimeure，法語發音：[mimœʁ]）是法国科多尔省的一个市镇，位于该省西南部，属于博讷区。

## 地理
米默尔（47°9'2"N, 4°29'48"E）面积13.83 平方千米，位于法国勃艮第-弗朗什-孔泰大區科多尔省，该省份为法国中东部省份，北起奥布省，西接涅夫勒省和约讷省，南至索恩-卢瓦尔省，东南接汝拉省，东临上索恩省，东北部与上马恩省接壤。
与米默尔接壤的市镇（或旧市镇、城区）包括：阿尔奈勒迪克、克洛莫、勒费特、富瓦西、茹埃、米西尼。
米默尔的时区为UTC+01:00、UTC+02:00（夏令时）。

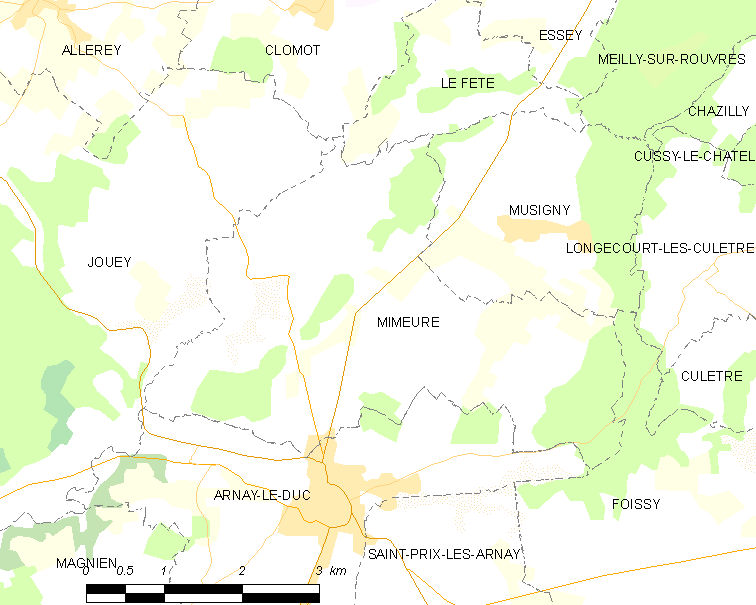
米默尔的OSM定位图

## 行政
米默尔的邮政编码为21230，INSEE市镇编码为21414。

## 政治
米默尔所属的省级选区为阿尔奈勒迪克县。

## 交通
科多尔省省道D17L线、D117A线和D981线经过境内。

## 人口

1962-2008年间米默尔人口变化图示

米默尔于2022年1月1日时的人口数量为326人。